# Tasiilaq
Tasiilaq (chiamata anche in danese Ammassalik o Angmagssalik) è una cittadina situata sulla costa est della Groenlandia, affacciata al Mare di Irminger; appartiene al comune di Sermersooq. Si trova su un'isola chiamata Ammassalik Ø all'estremità meridionale della Terra di Re Cristiano IX, in un piccolo fiordo circondato da rocce erose dai ghiacciai; questa posizione isolata (la zona è stata contattata solo nel 1884) la rende raggiungibile solo attraverso un elicottero che parte dall'aeroporto del vicino villaggio di Kulusuk. È formata da piccole case di legno colorate; qui si trova anche il Museo Polare.
In questa cittadina da ormai più di trent'anni si è trasferito a vivere l'esploratore Robert Peroni.
Tasiilaq è stata anche a capo di un comune, il comune di Ammassalik. Esso fu istituito il 1º gennaio 1963 e cessò di esistere il 1º gennaio 2009 dopo la riforma che rivoluzionò il sistema di suddivisione interna della Groenlandia; il comune di Ammassalik si unì ad altri 4 comuni e formò l'attuale comune di Sermersooq.

## Storia

### Dalla preistoria al XV secolo
Le persone della civiltà Saqqaq furono le prime a raggiungere la Groenlandia occidentale, arrivando da nord, attraverso quella che oggi è chiamata Terra di Peary e Independence Fjord. Successivamente la cultura Saqqaq venne sostituita dalla cultura Dorset.
Durante il XV secolo vi passarono i migratori Thule, trovando la costa sud-orientale disabitata.

### XVIII e XIX secolo

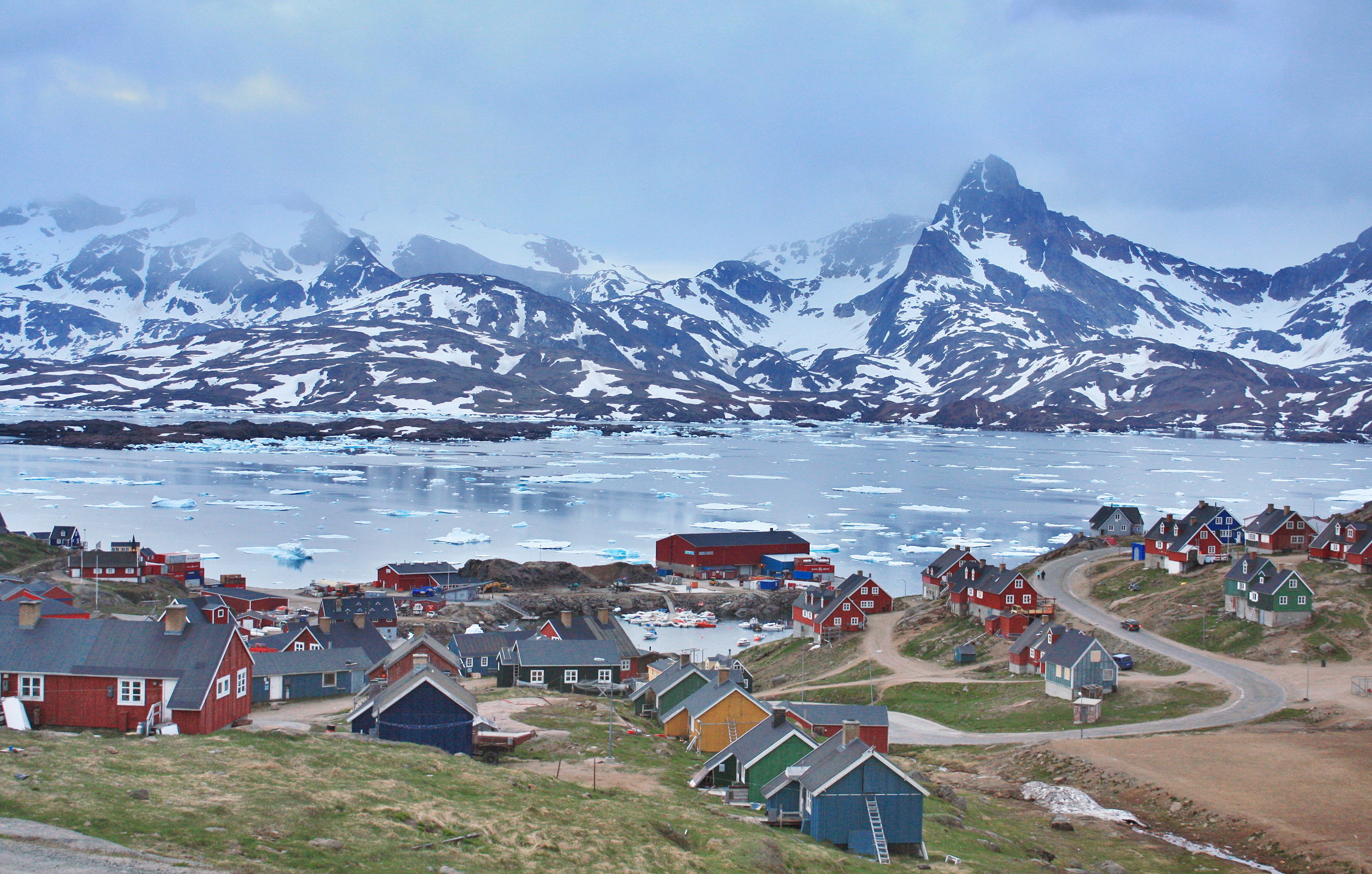
Tasiilaq in estate.

A causa delle migrazioni verso la più densamente popolata costa occidentale, la costa sud-orientale fu disabitata per altri 200 anni fino alla fine del XVIII secolo, dove Tasiilaq fu l'unico insediamento permanente del XIX secolo. La popolazione è però aumentata dal 1880, spargendosi in diversi villaggi della zona.
L'insediamento permanente fu fondato nel 1894 come stazione commerciale danese. La città era precedentemente conosciuta come Ammassalik (Angmagssalik). Il cambio di nome ufficiale ha avuto luogo nel 1997.

## Geografia fisica
Tasiilaq è collocata approssimativamente 106 km a sud del Circolo polare artico, nella costa sud-orientale dell'isola di Ammassalik Ø, sulla riva di un porto naturale nel fiordo di Tasiilaq.

## Popolazione
Con ben 2 017 abitanti al 2013, Tasiilaq è una delle città groenlandesi che cresce più velocemente di popolazione, con migranti che arrivano dai centri minori. 
Assieme a Nuuk, è l'unica città nella municipalità di Sermersooq in cui troviamo modelli di crescita stabili nel corso degli ultimi due decenni. La popolazione è aumentata oltre il 37% rispetto ai livelli del 1990, ed oltre del 18% rispetto ai livelli del 2000.

## Amministrazione

### Gemellaggi
- Kópavogur